# USS Hardhead (SS-365)
USS Hardhead (SS-365) là một  tàu ngầm lớp Balao được Hải quân Hoa Kỳ chế tạo trong Chiến tranh Thế giới thứ hai. Nó là chiếc tàu chiến duy nhất của Hải quân Hoa Kỳ được đặt cái tên này, theo tên một loài trong họ Cá chép. Nó đã phục vụ trong suốt Thế Chiến II, thực hiện tổng cộng sáu chuyến tuần tra, đánh chìm chín tàu Nhật Bản bao gồm một tàu tuần dương hạng nhẹ với tổng tải trọng 20.146 tấn. Được cho ngừng hoạt động sau khi xung đột chấm dứt vào năm 1946, nó được huy động trở lại và được nâng cấp trong khuôn khổ Dự án GUPPY IIA để tiếp tục phục vụ trong giai đoạn Chiến tranh Lạnh từ năm 1952 đến năm 1972. Con tàu sau đó được chuyển cho Hy Lạp để hoạt động như là chiếc Papanikolis (S-114) cho đến khi bị bán để tháo dỡ vào năm 1993. Hardhead được tặng thưởng sáu Ngôi sao Chiến trận do thành tích phục vụ trong Thế Chiến II.

## Thiết kế và chế tạo
Thiết kế của lớp Balao được cải tiến dựa trên  tàu ngầm lớp Gato dẫn trước, là một kiểu tàu ngầm hạm đội có tốc độ trên mặt nước cao, tầm hoạt động xa và vũ khí mạnh để tháp tùng hạm đội chiến trận. Khác biệt chính so với lớp Gato là ở cấu trúc lườn chịu áp lực bên trong dày hơn, và sử dụng thép có độ đàn hồi cao (HTS: High-Tensile Steel), cho phép lặn sâu hơn đến 400 ft (120 m). Con tàu dài 311 ft 9 in (95,02 m) và có trọng lượng choán nước 1.526 tấn Anh (1.550 t) khi nổi và 2.424 tấn Anh (2.463 t) khi lặn. Chúng trang bị động cơ diesel dẫn động máy phát điện để cung cấp điện năng cho bốn động cơ điện, đạt được công suất 5.400 shp (4.000 kW) khi nổi và 2.740 shp (2.040 kW) khi lặn, cho phép đạt tốc độ tối đa 20,25 hải lý trên giờ (37,50 km/h) và 8,75 hải lý trên giờ (16,21 km/h) tương ứng. Tầm xa hoạt động là 11.000 hải lý (20.000 km) khi đi trên mặt nước ở tốc độ 10 hải lý trên giờ (19 km/h) và có thể hoạt động kéo dài đến 75 ngày.
Tương tự như lớp Gato dẫn trước, lớp Balao được trang bị mười ống phóng ngư lôi 21 in (530 mm), gồm sáu ống trước mũi và bốn ống phía phía đuôi tàu, chúng mang theo tối đa 24 quả ngư lôi. Vũ khí trên boong tàu gồm một hải pháo 4 inch/50 caliber, một khẩu pháo phòng không Bofors 40 mm nòng đơn và một khẩu đội Oerlikon 20 mm nòng đôi, kèm theo hai súng máy .50 caliber. Trên tháp chỉ huy, ngoài hai kính tiềm vọng, nó còn trang bị ăn-ten radar SD phòng không và SJ dò tìm mặt biển. Tiện nghi cho thủy thủ đoàn bao gồm điều hòa không khí, thực phẩm trữ lạnh, máy lọc nước, máy giặt và giường ngủ cho hầu hết mọi người, giúp họ chịu đựng cái nóng nhiệt đới tại Thái Bình Dương cùng những chuyến tuần tra kéo dài đến hai tháng rưỡi.
Hardhead được đặt lườn tại xưởng tàu của hãng Manitowoc Shipbuilding Company ở Manitowoc, Wisconsin vào ngày 18 tháng 4, 1944. Nó được hạ thủy vào ngày 12 tháng 12, 1943, được đỡ đầu bởi bà Inez Riddle McDonald, và được cho nhập biên chế cùng Hải quân Hoa Kỳ vào ngày 18 tháng 4, 1944 dưới quyền chỉ huy của Hạm trưởng, Thiếu tá Hải quân Fitshugh McMaster.

## Lịch sử hoạt động

### 1944
Sau khi hoàn tất việc chạy thử máy huấn luyện tại hồ Michigan, Hardhead được đưa lên một ụ nổi tại Lockport, Illinois, và được kéo đi New Orleans, Louisiana, đến nơi vào ngày 16 tháng 5, 1944. Nó khởi hành từ Algiers, Louisiana vào ngày 22 tháng 5, và đi đến Balboa thuộc vùng kênh đào Panama năm ngày sau đó. Nó có thêm đợt huấn luyện bổ sung trước khi tiếp tục hành trình trang khu vực Thái Bình Dương, đi đến Trân Châu Cảng, Hawaii vào ngày 7 tháng 7.

#### Chuyến tuần tra thứ nhất
Lên đường vào ngày 27 tháng 7 cho chuyến tuần tra đầu tiên trong chiến tranh, Hardhead đi đến khu vực hoạt động ngoài khơi Philippines. Vào sáng sớm ngày 18 tháng 8, nó phát hiện qua radar tàu tuần dương hạng nhẹ Natori về phía Đông eo biển San Bernardino, nên áp sát trên mặt nước để tấn công. Lúc 02 giờ 40 phút, loạt ngư lôi thứ nhất phóng từ khoảng cách 2.800 yd (2.600 m) đánh trúng phòng nồi hơi bên mạn trái đã khiến chiếc tàu đối phương chết đứng giữa biển. Đến 03 giờ 30 phút, loạt ngư lôi thứ hai đánh trúng giữa tàu bên mạn phải đã khiến Natori chìm lúc 07 giờ 04 phút, tại tọa độ 12°29′B 128°49′Đ / 12,483°B 128,817°Đ; tổn thất nhân mạng lên đến 330 sĩ quan và thủy thủ Nhật Bản.
Trong thời gian còn lại của chuyến tuần tra, Hardhead làm nhiệm vụ tìm kiếm và giải cứu hỗ trợ cho hoạt động không kích của các tàu sân bay tại Philippines, và hoạt động trinh sát hỗ trợ cho chiến dịch đổ bộ lên quần đảo Palau. Nó kết thúc chuyến tuần tra khi về đến căn cứ Fremantle, Australia vào ngày 26 tháng 9.

#### Chuyến tuần tra thứ hai
Trong chuyến tuần tra thứ hai từ ngày 24 tháng 10 đến 5 tháng 12, Hardhead xuất phát từ Fremantle để hướng đến khu vực Philippines. Đang khi di chuyển trên mặt nước trong biển Sulu, nó phát hiện và cứu vớt Trung tá Hải quân Bakutis, chỉ huy Liên đội Tiêm kích VF-20 thuộc tàu sân bay Enterprise (CV-6). Trung tá Bakutis đã lênh đênh trên biển sáu ngày sau khi bị bắn rơi trong trận Hải chiến vịnh Leyte.
Hoạt động trong thành phần một đội tấn công phối hợp (Bầy sói) vốn còn bao gồm các tàu ngầm Growler (SS-215) và Hake (SS-256), vào sáng sớm ngày 8 tháng 11, Hardhead phát hiện một tàu vận tải tại vị trí khoảng 100 mi (160 km) về phía Tây Nam Olongapo, Luzon. Sau đợt tấn công đầu tiên bị chống trả, Hardhead cơ động đến vị trí đón đầu và lúc khoảng 04 giờ 00 đã phóng một loạt ngư lôi tấn công, đánh chìm tàu chở dầu Manei Maru tại tọa độ 13°30′B 119°25′Đ / 13,5°B 119,417°Đ và khiến 36 thành viên thủy thủ đoàn Nhật tử trận. Đợt phản công của các tàu hộ tống có thể đã khiến Growler bị mất trong trận này.
Sau đó trong tháng 11, Hardhead làm nhiệm vụ tìm kiếm và giải cứu ngoài khơi vịnh Subic. Vào ngày 25 tháng 11, bắt gặp một đoàn tàu vận tải được hộ tống, nó đã tấn công và đánh chìm một tàu phòng vệ duyên hải, gây hư hại cho một tàu buôn rồi né tránh đợt phản công bằng mìn sâu. Nó kết thúc chuyến tuần tra không lâu sau đó khi quay trở về căn cứ Fremantle.

### 1945

#### Chuyến tuần tra thứ ba và thứ tư
Ra khơi vào ngày 24 tháng 12, 1944, Hardhead bắt đầu chuyến tuần tra thứ ba tại biển Đông, hoạt động trong thành phần một Bầy sói vốn còn bao gồm các tàu ngầm Besugo (SS-321) và Blackfin (SS-322). Nó đã gây hư hại cho một số tàu bè đối phương trước khi đánh chìm chiếc Nanshin Maru số 19 (khoảng 834 tấn) vào ngày 2 tháng 2, 1945, tại tọa độ 5°40′B 103°17′Đ / 5,667°B 103,283°Đ. Sau đó nó phục vụ tìm kiếm và giải cứu hỗ trợ cho hoạt động ném bom xuống Singapore của máy bay ném bom B-29 Superfortress, rồi kết thúc chuyến tuần tra và quay trở về Fremantle vào ngày 15 tháng 2.
Trong chuyến tuần tra thứ tư tiếp theo, Hardhead lên đường vào ngày 20 tháng 3, và đã tiến hành rải thủy lôi dọc bờ biển Đông Dương thuộc Pháp trong đêm 2 tháng 4. Sau đó nó đi vào vịnh Thái Lan, nơi mà vào ngày 6 tháng 4, nó tung ra nhiều đợt tấn công mà cuối cùng đã đánh chìm chiếc tàu chở hàng Araosan Maru (6.886 tấn) tại tọa độ 9°37′B 102°48′Đ / 9,617°B 102,8°Đ. Chiếc tàu ngầm đi đến vịnh Subic từ ngày 11 đến ngày 15 tháng 4 để bổ sung ngư lôi rồi tiếp tục chuyến tuần tra, nhưng không tìm thấy mục tiêu nào giá trị. Nó quay trở về căn cứ Fremantle vào ngày 16 tháng 5.

#### Chuyến tuần tra thứ năm và thứ sáu
Xuất phát từ Fremantle vào ngày cho chuyến tuần tra thứ năm 18 tháng 6, Hardhead hướng sang khu vực biển Java. Nó đã tấn công bằng hải pháo và gây hư hại nặng cho một tàu chở hàng vào ngày 22 tháng 6. Sang ngày hôm sau tại Ambat Roads, nó phối hợp cùng tàu ngầm Bullhead (SS-332) tấn công và đánh chìm bốn tàu săn ngầm, bao gồm: chiếc Cha-42 tại tọa độ 05°44′N 114°16′Đ / 5,733°N 114,267°Đ, chiếc Cha-113 (nguyên là chiếc tàu quét mìn A của Hà Lan) tại tọa độ 05°45′N 114°16′Đ / 5,75°N 114,267°Đ, và chiếc tàu con thoi Số 8333 về phía Đông Nam đảo Masalembu.  Sự cố hạm trưởng của Hardhead mắc bệnh buộc con tàu phải rút ngắn chuyến tuần tra và quay trở về Onslow, Australia vào ngày 17 tháng 7.
Hardhead rời Onslow cho chuyến tuần tra cuối cùng vào ngày 18 tháng 7, quay trở lại khu vực biển Java. Vào ngày 23 tháng 7, nó phóng ngư lôi đánh chìm tàu săn ngầm Cha-117 (nguyên là chiếc HNLMS Bantam của Hà Lan) về phía Đông Bắc bờ biển Bali, tại tọa độ 08°10′N 115°29′Đ / 8,167°N 115,483°Đ. Bốn ngày sau đó, nó lại tấn công buộc một tàu buôn phải tự mắc cạn, nhưng không tìm thấy mục tiêu nào khác có giá trị nên quay trở lại vịnh Subic vào ngày 10 tháng 8. Sau khi Nhật Bản chấp nhận đầu hàng vào ngày 15 tháng 8, giúp chấm dứt vĩnh viễn cuộc xung đột, nó lên đường vào ngày 31 tháng 8, đi ngang qua Trân Châu Cảng và về đến San Francisco vào ngày 22 tháng 9.
Hardhead được cho xuất biên chế vào ngày 10 tháng 5, 1946 và được đưa về Hạm đội Dự bị Thái Bình Dương tại Xưởng hải quân Mare Island.

### 1952 - 1972
Hardhead nhập biên chế trở lại trong thành phần dự bị vào ngày 6 tháng 2, 1952, và sau khi đi đến Căn cứ Tàu ngầm Hải quân New London, nó lại xuất biên chế để được hiện đại hóa trong khuôn khổ Chương trình Công suất đẩy dưới nước lớn hơn (GUPPY IIA). Con tàu có một tháp chỉ huy suôn thẳng hơn, bổ sung ống hơi và ắc-quy có dung lượng lớn hơn, giúp cải thiện đáng kể tốc độ lặn dưới nước và tầm xa hoạt động. Sau khi hoàn tất việc nâng cấp, nó tái biên chế trở lại vào ngày 24 tháng 3, 1953 và gia nhập Hạm đội Đại Tây Dương. Trong những năm tiếp theo, chiếc tàu ngầm thực hành huấn luyện dọc theo vùng bờ Đông và vùng biển Caribe. Nó lên đường vào ngày 7 tháng 9, 1956 cho một chuyến đi sang khu vực Địa Trung Hải để tăng cường cho Đệ Lục hạm đội vào gai đoạn xảy ra vụ Khủng hoảng kênh đào Suez.
Vào tháng 7, 1958, Hardhead gia nhập Đội Phát triển Tàu ngầm 2 và chuyển sang hoạt động nghiên cứu và thử nghiệm thiết bị cũng như học thuyết chiến thuật mới. Chiếc tàu ngầm hoạt động dọc theo vùng bờ Đông và tại vùng biển Bắc Đại Tây Dương cho đến năm 1972, và đã từng tham gia hoạt động phong tỏa Cuba nhân vụ Khủng hoảng tên lửa Cuba năm 1962.

### Papanikolis(S-114)
Hardhead được cho xuất biên chế đồng thời rút tên khỏi danh sách Đăng bạ Hải quân Hoa Kỳ vào ngày 26 tháng 7, 1972. Cùng ngày hôm đó nó được bán cho Hy Lạp trong khuôn khổ Chương trình viện trợ quân sự. Con tàu khởi hành vào ngày 29 tháng 12, 1972 để quay trở về Hy Lạp, rồi nhập biên chế cùng Hải quân Hy Lạp như là chiếc Papanikolis (S-114), tên được đặt theo Dimitrios Papanikolis (1790-1855), vị anh hùng hải quân trong cuộc Chiến tranh giành độc lập Hy Lạp. Nó được cho ngừng hoạt động và rút biên chế vào ngày 31 tháng 12, 1992, xóa đăng bạ năm 1993, và cuối cùng bị tháo dỡ vào năm 2000.

## Phần thưởng
Hardhead được tặng thưởng sáu Ngôi sao Chiến trận do thành tích phục vụ trong Thế Chiến II. Nó được ghi công đã đánh chìm chín tàu Nhật Bản bao gồm một tàu tuần dương hạng nhẹ với tổng tải trọng 20.146 tấn.
|  |                           |  |
|  | Silver star · Bronze star |  |

| Dãi băng Hoạt động Tác chiến  |                                                                         |                                      |
| Huân chương Chiến dịch Hoa Kỳ | Huân chương Chiến dịch Châu Á-Thái Bình Dương với 6 Ngôi sao Chiến trận | Huân chương Chiến thắng Thế Chiến II |